# Live Killers
Live Killers je první živé a dvoudeskové album britské skupiny Queen, které bylo vydano v roce 1979.

## Seznam skladeb

### 1. deska

#### První strana
1. „We Will Rock You“ (rychlá verze)
2. „Let Me Entertain You“
3. „Death On Two Legs“
4. „Killer Queen“
5. „Bicycle Race“
6. „I'm in Love with My Car“
7. „Get Down, Make Love“
8. „You're My Best Friend“

#### Druhá strana
1. „Now I'm Here“
2. „Dreamer's Ball“
3. „Love of My Life“
4. „’39“
5. „Keep Yourself Alive“

### 2. deska

#### Třetí strana
1. „Don't Stop Me Now“
2. „Spread Your Wings“
3. „Brighton Rock“

#### Čtvrtá strana
1. „Bohemian Rhapsody“
2. „Tie Your Mother Down“
3. „Sheer Heart Attack“
4. „We Will Rock You“
5. „We Are the Champions“
6. „God Save the Queen“